# Víctor Manuel Escorial Merino
Víctor Manuel Escorial Merino (Madrid, 27 de febrer de 1949) és un exjugador de bàsquet espanyol. El seu lloc natural a la pista era el d'aler. Els seus germans José Manuel i Carlos també van jugar al bàsquet.
S'inicia en el món del bàsquet al Col·legi Chamberí dels germans Maristes, a Madrid, i juga al planter de l'Estudiantes i del Vallehermoso. Juga amb el Vallehermoso a Primera Divisió i després torna a l'Estudiantes, on juga les temporades 1968-1969 i 1969-1970, coincidint amb grans jugadors com José Luis Sagi-Vela, Gonzalo Sagi-Vela, Juan Antonio Martínez Arroyo, Miguel Ángel Estrada, i amb l'entrenador Ignacio Pinedo.
Després començaria la seva etapa en clubs catalans, que el faria jugar 11 temporades en 4 equips, sent el primer d'ells el Picadero Jockey Club, en el qual va jugar 3 anys fins que desapareix l'any 1973. Després jugaria tres anys al Joventut de Badalona, guanyant la Copa de l'any 1976 al Reial Madrid. Un cop acabada la seva estada a Badalona jugaria al FC Barcelona per un espai de 2 anys, sent company de jugadors com Norman Carmichael, i jugadors que començaven com Chicho Sibilio, Ignacio Solozábal o Juan Antonio San Epifanio. El seu últim equip català seria el Bàsquet Manresa, en el qual també s'hi està dos anys fins que torna a l'Estudiantes, club en el qual es retira l'any 1984, amb 34 anys.
Va ser internacional amb la selecció espanyola en 31 ocasions, participant en el Campionat d'Europa de bàsquet de 1969, en que la selecció va acabar en 5a posició.